# Régionalisme (littérature)
Pour les articles homonymes, voir Régionalisme.
Le régionalisme est un courant littéraire qui s’attache aux détails et aux caractéristiques d’une région en particulier, qu’on retrouve dans les littératures française, britannique, allemande, canadienne et américaine du XIXe siècle. Ce genre existe toujours en France, où l'on parle aussi de littérature de terroir. Le cadre est particulièrement important dans la littérature de terroir : il permet de faire allusion à des traits régionaux spécifiques comme le patois des protagonistes, les coutumes ou l'histoire locale, et les paysages, autant de déterminants de ce qui fait « couleur locale » : le plus souvent, le cadre est rural ou provincial.

## En Europe

### En France
C’est à la fois un mode d’écriture pour certains écrivains dont ce n’est pas l’essentiel de l’œuvre, comme George Sand, Mérimée (La Vénus d'Ille) ou Pierre Loti (Ramuntcho), et un courant littéraire présent dans différentes régions françaises. C’est ainsi le cas du Midi (Provence, avec le Félibrige) ou de l’Ouest.
Les écrivains régionalistes français chantent chacun une spécificité régionale : us et coutumes des provinces de l'Ancien Régime ou conscience plus moderne due à la décentralisation administrative de la France, le plus souvent, en restant fidèles à la langue française, parfois en utilisant un dialecte ou une langue régionale.
C’est le cas des auteurs suivants, par exemple : Jean Alambre pour le Limousin, Armand Got pour le Périgord et la Guyenne, Jean-Pierre Chabrol pour le Languedoc, Jules Barbey d'Aurevilly pour la Normandie, Henri Vincenot (La Billebaude, Le Pape des escargots, La Pie saoûle) et Colette pour la Bourgogne (plus particulièrement l'Yonne) ou encore Émile Badel pour la Lorraine, Christian Laborie ou Marie de Palet pour le Gévaudan, Jeanine Berducat, Léandre Boizeau ou Serge Camaille pour le Berry, ce dernier écrivant également sur l'Auvergne, à l'instar d'Antonin Malroux ou Joseph Vebret. 
Le régionalisme s'est également exprimé au début du XXe siècle dans des expériences de théâtre populaire, comme à Courçay (Indre-et-Loire), autour de Hubert-Fillay et de Jacques-Marie Rougé.

### En Angleterre

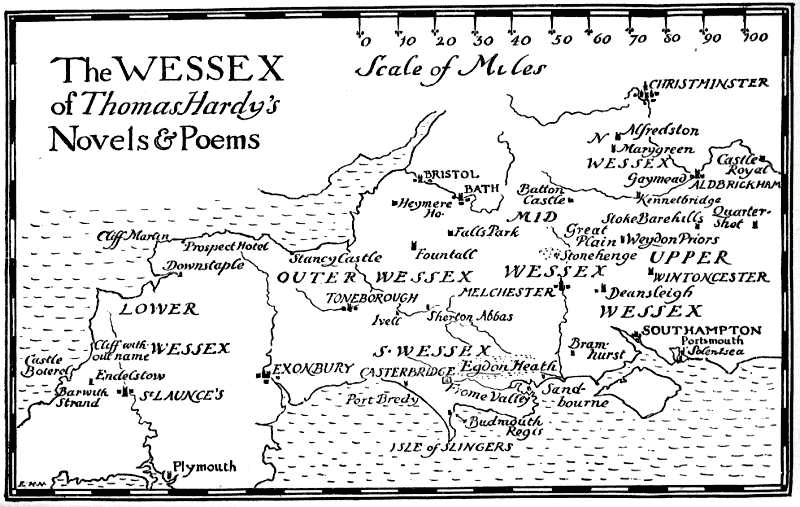
Le Wessex littéraire, d'après The Wessex of Thomas Hardy de Bertram Windle (1902).

On fait parfois remonter le courant régionaliste anglais aux romans de Maria Edgeworth et de Walter Scott, mais les provinces qu'ils décrivent « n’ont pas exactement la même importance pour la trame narrative que le Wessex chez Hardy, Exmoor chez Blackmore ou le bassin industriel de Stoke-on-Trent chez Arnold Bennett [...] ce ne sont que des noms de provenance. »
Si l'on peut considérer les romans de Thomas Hardy (1840–1928) comme relevant de ce genre, par leur ancrage fort dans l'ouest de l'Angleterre (que l'auteur qualifie de Wessex au sens large), c'est beaucoup plus discutable pour les romans de Charles Dickens (1812–1870), car la satire sociale y prend le pas sur l'enracinement local des personnages. 
John Cowper Powys passe pour le successeur de Thomas Hardy : Wolf Solent, Les Enchantements de Glastonbury (1932), ainsi que Les sables de la mer (1934) et Camp retranché (1936) ont pu être qualifiés de « romans à la Thomas Hardy », car comme chez Hardy, le cadre y est important, et la communion avec les éléments imprègne la vie de ses personnages. Son premier roman, Wood and Stone, était d'ailleurs dédié à Thomas Hardy ; et son dernier roman sur le pays de l'ouest, Camp retranché, se déroule à Dorchester, que Thomas Hardy a immortalisée sous le nom de « Casterbridge », et constitue en quelque sorte le contrepoint de Le Maire de Casterbridge. Mary Butts (1890–1937) est un auteur moderniste dont les romans évoquent eux aussi l'atmosphère du Wessex. « Comme J. C. Powys, elle concilie identité personnelle et nationale en communiant avec l'histoire profonde du pays de Dorset [...] ses sanctuaires et ses traditions. »

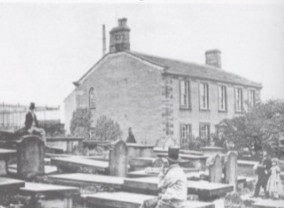
Le presbytère de Haworth après la mort de Patrick Brontë.

Parmi les autres écrivains qualifiés de régionalistes, il y a les sœurs Brontë et leur attachement au Yorkshire de l'Ouest. En 1904, la romancière Virginia Woolf visita leur domicile de Haworth et donna dans l'édition du 21 décembre de The Guardian un récit de son voyage. Elle met en relief la symbiose entre le village et les sœurs Brontë : « Haworth est le reflet des Brontë, tout comme les Brontë reflètent Haworth : ils sont comme un mollusque et sa coquille. »
Mary Webb (1881–1927), Margiad Evans (1909–1958) et Geraint Goodwin (1903–1942) ont chanté les marches galloises ; à l'opposé, George Eliot (1801–1886) est plutôt l'écrivain des bourgs ruraux des Midlands, tandis qu'Arnold Bennett (1867–1931) s'est attaché au bassin industriel du Staffordshire et de la conurbation naissante de Stoke-on-Trent. R. D. Blackmore (1825–1900), l'un des plus grands romanciers anglais de la seconde moitié du XIXe siècle, partage avec Thomas Hardy un attachement à la côte ouest de l'Angleterre et un sens fort du terroir dans ses écrits. Réputé en son temps pour son sens de l'observation et son amour de la nature, on a pu dire qu'il avait accompli pour le Devon ce que Walter Scott avait fait pour les Highlands et Hardy pour le Wessex ; quoi qu'il en soit, Blackmore n'est plus connu aujourd'hui que par son roman Lorna Doone.
Catherine Cookson (1906 – 1998), qui a fait le récit de sa jeunesse difficile dans la basse vallée de la Tyne, a été l'une des romancières anglaises les plus lues au XXe siècle. Pourtant, le qualificatif de « régionaliste » a parfois été accolé aux romans féminins pour en dédaigner l'intérêt.

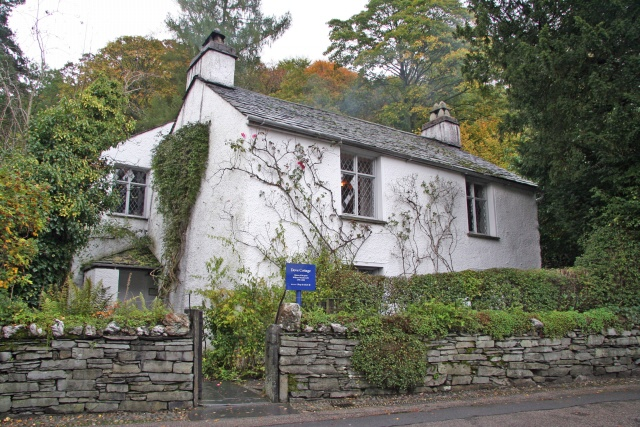
Dove Cottage, à Grasmere dans le Lake District, où William Wordsworth a passé 14 années de sa vie.

Si William Wordsworth (1770–1850) peut être rattaché aux autres poètes du pays des lacs, William Barnes (1801–1886) est principalement attaché au Dorset, surtout par l'usage qu'il a fait du dialecte de cette péninsule ; quant à John Clare (1793 – 1864), c'est le poète paysan du Northamptonshire : de pauvre éducation, confiné à de modestes emplois, Clare a résisté à la standardisation de la langue anglaise aussi bien dans sa prose que dans ses poèmes. Par cet atavisme, il marquait sa défiance à la « nouvelle grammaire » (qualifiée de "bitch", en y incluant l'orthographe) comme expression d'un gouvernement tyrannique et d'une forme d'esclavage. Il écrivait dans son dialecte du Northamptonshire, avec des régionalismes comme pooty (pour « escargot »), lady-cow (pour « coccinelle »), des verbes comme crizzle (craquement d'une brindille) et throstle (pour désigner le chant de la grive).
L’œuvre de Tennyson (1809–1892) est indissolublement liée au Lincolnshire, tandis que celle de Philip Larkin (1922–1985) est associée aux docks de Hull. Le poème autobiographique de Basil Bunting (1900–1985) intitulé Briggflatts est une méditation sur la brièveté de la vie tout autant qu'un éloge de la culture et du dialecte du Northumberland, illustrée par le destin tragique du roi viking Éric à la hache.

### Le régionalisme en Allemagne
On peut faire remonter les origines du régionalisme allemand en littérature aux contes paysans de la période Biedermeier : les premiers auteurs du genre sont Jeremias Gotthelf (Le Miroir des paysans, 1837 ; Uli le fermier, 1840) et Carl Leberecht Immermann (La Basse-cour). Ainsi, les précurseurs seraient les auteurs du « Réalisme poétique », tels (outre ceux évoqués plus haut) Theodor Storm, Theodor Fontane et Klaus Groth, qui ont imprégné le genre de la notion de « Heimat ».
Berthold Auerbach appartient lui aussi à cette première génération de la Heimatliteratur : ses Récits de la Forêt-Noire et son roman Pied-Nus (Barfüßele) comblèrent les lecteurs au point de lancer véritablement la littérature de terroir auprès du grand public germanophone.
Mais ce sont encore Ludwig Ganghofer et Peter Rosegger qui bénéficièrent le plus de ce nouvel engouement. Rosegger lança même son propre magazine littéraire, Heimgarten, en 1876, 23 ans après le succès du magazine familial Die Gartenlaube.
Sous l'ère nazie, les thèmes et les traits caractéristiques du roman de terroir furent exploités pour nourrir le paradigme de la littérature « Blut und Boden ». Mais même si la politique culturelle du régime nazi a favorisé cette tendance, il faut bien reconnaître qu'une grande partie de l'idéologie était en germe dans la Heimatliteratur des décennies passées, et qu'elle était prête à servir la propagande nazie.
Après la capitulation, le roman de terroir parvint à survivre grâce aux magazines, aux théâtres régionaux, au cinéma et dans certaines séries télévisées, pour devenir une littérature populaire. 
Les auteurs autrichiens Hans Lebert (La Peau du loup, 1960), Thomas Bernhard (Gel, 1963) et Gerhard Fritsch (Fasching, 1967) sont à l'origine du courant régionaliste critique (Antiheimatroman) : leurs personnages sont en butte à l'atmosphère pesante, angoissante et menaçante de la campagne. Un auteur comme Reinhard P. Gruber (Une tranche de vie d'Hödlmoser, 1973) se plaît, lui, à tourner en dérision les ressorts typiques du roman de terroir, et dresse ainsi une caricature féroce du genre.

## En Amérique du Nord

### Aux États-Unis
Le régionalisme a connu une grande vogue aux États-Unis du milieu du XIXe siècle au début du XXe siècle. Il a subi l'influence conjuguée du romantisme et du réalisme : tout en collant à la restitution crédible d'une région (patois, manières, décors), les auteurs mêlent leurs récits d'éléments exotiques ou inattendus, avec des personnages hauts en couleur ; ainsi chez Mark Twain, sans doute le plus célèbre représentant du régionalisme américain avec Sarah Orne Jewett.

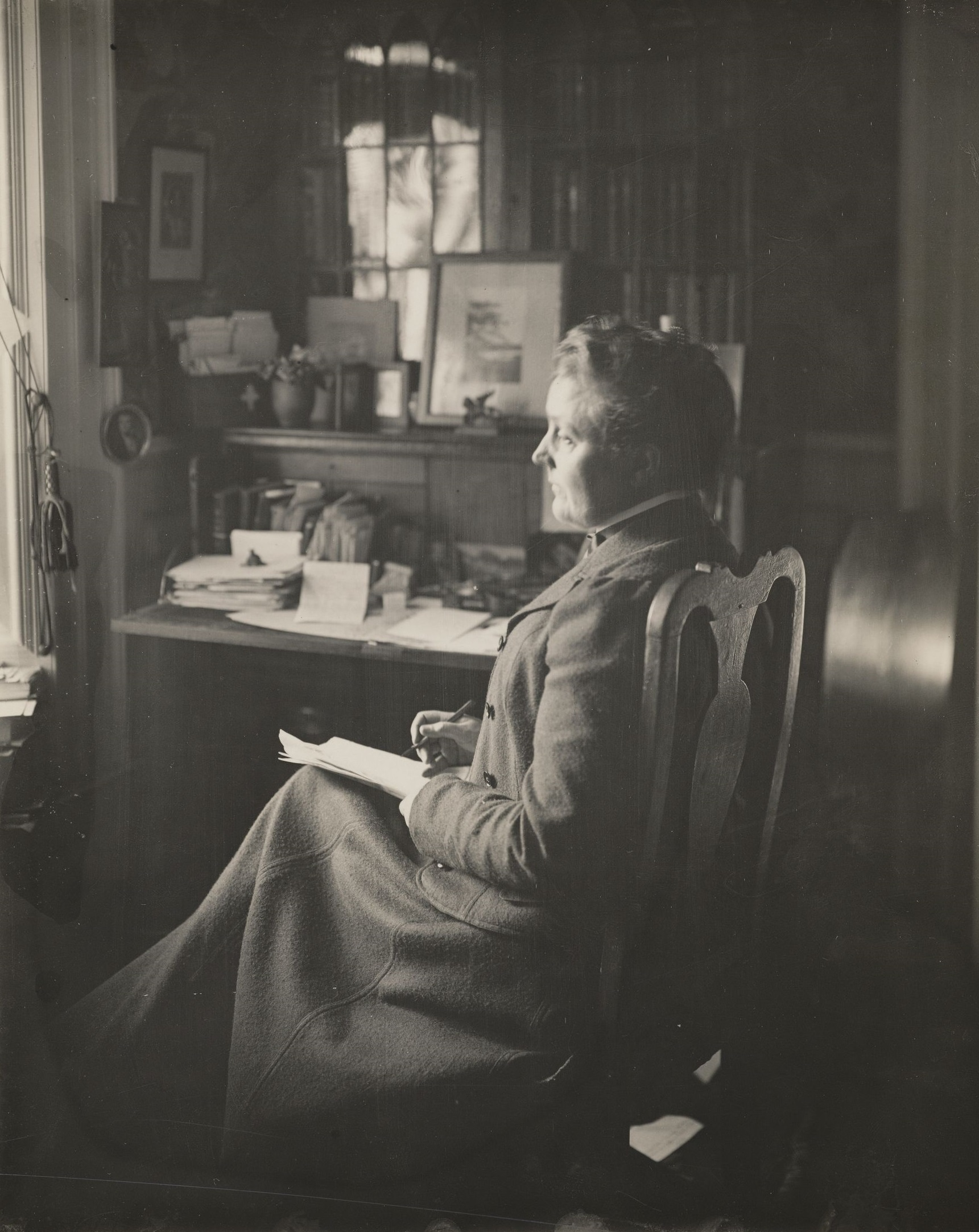
Photographie de Sarah Orne Jewett

La critique littéraire estime que ce courant littéraire, tout en préservant certaines identités régionales américaines (particulièrement celles des états défaits du Sud), a contribué à ressouder la fédération après la guerre de Sécession. Elle ajoute que « ... les régions dépeintes sont marquées par le racisme oublié des premiers colons, et subissent les pressions d'une économie capitaliste centralisée, qui suscite un désir de retraite. » 
Richard Brodhead, dans Cultures of Letters, estime pour sa part que « Le reflet que le Régionalisme donne des cultures locales, comme îlots préservés des contacts extérieurs, est clairement une fiction... sa fonction sociale n'était pas simplement de se lamenter sur une identité perdue mais d'étayer certains aspects de la culture moderne et des relations qu'elle sous-tend. »
La représentante du régionalisme américain la plus célèbre, notamment pour ses romans et nouvelles qui ont pour cadre la côte Est des États-Unis, plus spécialement dans l'État du Maine, est Sarah Orne Jewett,,.

## Pour approfondir